# Caio Godoy
Pour les articles homonymes, voir Godoy.
Caio Godoy, né le 24 avril 1995 à Campinas, est un coureur cycliste brésilien.

## Biographie
En mai 2018, Caio Godoy, alors double champion du Brésil espoirs (vainqueur en 2016 et 2017), est provisoirement suspendu par la Fédération brésilienne de cyclisme après avoir été contrôlé positif à la cocaïne lors du Tour de l'Uruguay 2018. Le cycliste raconte avoir pris du maté mélangée avec des feuilles de coca et de la marijuana sans le savoir. Il est finalement suspendu quatre ans jusqu'au 30 mars 2022.

## Palmarès et résultats

### Palmarès par année
- 2010
  - 3e du championnat du Brésil sur route cadets
- 2012
  -  Champion du Brésil sur route juniors
- 2013
  - Vuelta Ciclista de la Juventud
  - 2e du championnat du Brésil du contre-la-montre juniors
- 2015
  - Prix de Bourg-en-Bresse
  - Prix de Coligny
  - 3e du Prix de Pont-de-Vaux
  - 3e du GP Cham-Hagendorn
  - 3e du Prix de Saint-Amour
- 2016
  -  Champion du Brésil sur route espoirs
  -  Champion du Brésil du contre-la-montre espoirs
- 2017
  -  Champion du Brésil sur route espoirs
  - Prova Ciclística 9 de Julho
  - 3e du championnat du Brésil du contre-la-montre espoirs
  - 3e du championnat du Brésil sur route
- 2018
  - 2ea étape du Tour d'Uruguay (contre-la-montre par équipes)
  - Gran Cup Brasil
- 2022
  - Campeonato Paulista de Montanha
- 2023
  -  Champion du Brésil sur route

### Classements mondiaux
| Année            | 2016 | 2017 |
| ---------------- | ---- | ---- |
| UCI America Tour | 113e | 81e  |
| UCI Asia Tour    |      | 376e |